# Apple Creek (Ohio)
Apple Creek – wieś w USA, w stanie Ohio, w hrabstwie Wayne.
Liczba mieszkańców w 2000 roku wynosiła 999.